# Abierto de los Estados Unidos Femenino (golf)
El Abierto de los Estados Unidos Femenino es un torneo femenino de golf que se disputa en los Estados Unidos desde el año 1946. Es uno de los cinco torneos mayores del LPGA Tour y el más antiguo de todos. Cada edición tiene una sede distinta, en su mayoría en el noreste y medio oeste del país.
Las tres primeras ediciones fueron organizadas por la WPGA y las siguientes cuatro por la LPGA. Desde 1953, el Abierto de los Estados Unidos Femenino es organizado por la Asociación de Estados Unidos de Golf. Actualmente tiene una bolsa de premios de 4m5 millones de dólares, de los que 810.000 son para la ganadora.
Toda golfista de bajo hándicap tiene derecho a disputar el torneo, incluyendo profesionales, amateurs y juveniles. Las principales jugadoras de los distintos circuitos profesionales clasifican directamente, así como ganadoras de torneos amateurs destacados. El resto de las participantes se define mediante una serie de torneos de clasificación en Estados Unidos y otros países.

## Ganadoras
Dos golfistas han logrado cuatro victorias en el Abierto de los Estados Unidos Femenino: Betsy Rawls y Mickey Wright. Las jugadoras con tres títulos han sido Babe Zaharias, Susie Berning, Hollis Stacy y Annika Sörenstam.
| Año  | Golfista          | Golpes    |
| ---- | ----------------- | --------- |
| 1946 | Patty Berg        | 5 & 4     |
| 1947 | Betty Jameson     | 295 (–9)  |
| 1948 | Babe Zaharias     | 300 (Par) |
| 1949 | Louise Suggs      | 291 (–9)  |
| 1950 | Babe Zaharias     | 291 (–9)  |
| 1951 | Betsy Rawls       | 293 (+5)  |
| 1952 | Louise Suggs      | 284 (+8)  |
| 1953 | Betsy Rawls       | 302 (+10) |
| 1954 | Babe Zaharias     | 291 (+3)  |
| 1955 | Fay Crocker       | 299 (+11) |
| 1956 | Kathy Cornelius   | 302 (+11) |
| 1957 | Betsy Rawls       | 299 (+7)  |
| 1958 | Mickey Wright     | 290 (–2)  |
| 1959 | Mickey Wright     | 287 (–1)  |
| 1960 | Betsy Rawls       | 292 (+4)  |
| 1961 | Mickey Wright     | 293 (+5)  |
| 1962 | Murle Lindstrom   | 301 (+13) |
| 1963 | Mary Mills        | 289 (–3)  |
| 1964 | Mickey Wright     | 290 (–3)  |
| 1965 | Carol Mann        | 290 (+2)  |
| 1966 | Sandra Spuzich    | 297 (+9)  |
| 1967 | Catherine Lacoste | 294 (+6)  |
| 1968 | Susie Berning     | 289 (+5)  |
| 1969 | Donna Caponi      | 294 (+6)  |
| 1970 | Donna Caponi      | 287 (–1)  |
| 1971 | JoAnne Carner     | 288 (Par) |
| 1972 | Susie Berning     | 299 (+11) |
| 1973 | Susie Berning     | 290 (+2)  |
| 1974 | Sandra Haynie     | 295 (+7)  |
| 1975 | Sandra Palmer     | 295 (+7)  |
| 1976 | JoAnne Carner     | 292 (+8)  |
| 1977 | Hollis Stacy      | 292 (+4)  |
| 1978 | Hollis Stacy      | 289 (+5)  |
| 1979 | Jerilyn Britz     | 284 (Par) |
| 1980 | Amy Alcott        | 280 (–4)  |
| 1981 | Pat Bradley       | 279 (–9)  |
| 1982 | Janet Alex        | 283 (–5)  |
| 1983 | Jan Stephenson    | 290 (+6)  |
| 1984 | Hollis Stacy      | 290 (+2)  |
| 1985 | Kathy Baker       | 280 (–8)  |
| 1986 | Jane Geddes       | 287 (–1)  |
| 1987 | Laura Davies      | 285 (–3)  |
| 1988 | Liselotte Neumann | 277 (–7)  |
| 1989 | Betsy King        | 278 (–2)  |
| 1990 | Betsy King        | 284 (–4)  |
| 1991 | Meg Mallon        | 283 (–1)  |
| 1992 | Patty Sheehan     | 280 (Par) |
| 1993 | Lauri Merten      | 280 (–4)  |
| 1994 | Patty Sheehan     | 277 (–7)  |
| 1995 | Annika Sörenstam  | 278 (–2)  |
| 1996 | Annika Sörenstam  | 272 (–8)  |
| 1997 | Alison Nicholas   | 274 (–10) |
| 1998 | Se Ri Pak         | 290 (+6)  |
| 1999 | Juli Inkster      | 272 (–16) |
| 2000 | Karrie Webb       | 282 (–6)  |
| 2001 | Karrie Webb       | 273 (–7)  |
| 2002 | Juli Inkster      | 276 (–4)  |
| 2003 | Hilary Lunke      | 283 (–1)  |
| 2004 | Meg Mallon        | 274 (–10) |
| 2005 | Birdie Kim        | 287 (+3)  |
| 2006 | Annika Sörenstam  | 284 (Par) |
| 2007 | Cristie Kerr      | 279 (–5)  |
| 2008 | Inbee Park        | 283 (–9)  |
| 2009 | Eun-Hee Ji        | 284 (Par) |
| 2010 | Paula Creamer     | 281 (–3)  |
| 2011 | So Yeon Ryu       | 281 (–3)  |
| 2012 | Na Yeon Choi      | 281 (–7)  |
| 2013 | Inbee Park        | 280 (–8)  |
| 2014 | Michelle Wie      | 278 (–2)  |
| 2015 | Chun In-gee       | 272 (–6)  |
| 2016 | Brittany Lang     | 282 (–8)  |
| 2017 | Park Sung-hyun    | 277 (–11) |
| 2018 | Ariya Jutanugarn  | 277 (–11) |
| 2019 | Lee Jeong-eun     | 278 (–6)  |
| 2020 | Kim A-lim         | 281 (–3)  |
| 2021 | Yuka Saso         | 280 (–4)  |
| 2022 | Minjee Lee        | 271 (–13) |
| 2023 | Allisen Corpuz    | 279 (–9)  |
| 2024 | Yuka Saso         | 276 (–4)  |
| 2025 | Maja Stark        | 281 (–7)  |

## Sedes recientes
- Pine Needles (Carolina del Norte) - 1996, 2001, 2007, 2022
- Oakmont (Pensilvania) - 1992, 2010
- Broadmoor (Colorado) - 1995, 2011
- Blackwolf Run (Wisconsin) - 1998, 2012
- Lancaster (Pensilvania) - 2015, 2024
- Interlachen (Minnesota) - 2008
- Saucon Valley (Pensilvania) - 2009
- Sebonack (Nueva York) - 2013
- Pinehurst (Carolina del Norte) - 2014
- CordeValle (California) - 2016
- Trump National Golf Club (Nueva Jersey) - 2017
- Pebble Beach Golf Links (California) - 2023
- Erin Hills - 2025